# Holoscotolemon franzinii
Holoscotolemon franzinii is een hooiwagen uit de familie Cladonychiidae.